# Emmanuel Conraux
Emmanuel Conraux est un athlète français, né à Belfort le 30 août 1968, notamment adepte de la course d'ultrafond et champion de France des 24 heures en 2004. Il pratique également l'ultra-triathlon où il est plusieurs fois champion du monde depuis 2001.

## Biographie
Emmanuel Conraux est deux fois champion du monde sur double ironman, deux fois sur triple, une fois sur quintuple avec un record du monde en 2005 et une fois sur déca, soit 38 km de natation, 1 800 km à vélo et 422 km de course à pied, en 2002,,.
Adepte de course d’ultra-fond, il devient champion de France des 24 heures en 2004.

## Palmarès  en athlétisme
Le tableau suivant présente les résultats les plus significatifs (podiums) obtenus sur le circuit national d'ultra fond depuis 2004.
| Année | Compétition                                        | Pays   | Position      | Temps      |
| ----- | -------------------------------------------------- | ------ | ------------- | ---------- |
| 2004  | Championnat de France de 24 heures (course à pied) | France | Médaille d'or | 255,526 km |

## Palmarès en ultra-triathlon
Le tableau suivant présente les résultats les plus significatifs (podiums) obtenus sur le circuit international d'ultra-triathlon depuis 2001.
| Année | Compétition                    | Pays      | Position      | Temps            |
| ----- | ------------------------------ | --------- | ------------- | ---------------- |
| 2001  | Défi mondial de l'endurance    | Allemagne | Médaille d'or | 35 h 43 min 4 s  |
| 2002  | Deca Monterey                  | Mexique   | Médaille d'or | 203 h 11 min 7 s |
| 2004  | Triple-Ultra-Triathlon Lensahn | Allemagne | Médaille d'or | 35 h 49 min 25 s |
| 2005  | 5 X Monterey                   | Mexique   | Médaille d'or | 73 h 18 min 16 s |
| 2006  | Triple-Ultra-Triathlon Lensahn | Allemagne | Médaille d'or | 34 h 33 min 54 s |
| 2007  | Triple-Ultra-Triathlon Lensahn | Allemagne | Médaille d'or | 34 h 54 min 59 s |
| 2008  | Triple-Ultra-Triathlon Lensahn | Allemagne | Médaille d'or | 35 h 33 min 19 s |

## Records personnels
Statistiques de course de fond et d'ultrafond.
- Marathon : 2 h 49 min 16 s au marathon de Melun en 2000[6]
- 50 km route : 4 h 25 min 53 s aux 50 km Self-Transcendence de Nuremberg en 2014
- 100 km route : 7 h 36 min 1 s aux 100 km de Saint-Nazaire-les-Eymes en 2000
- 6 heures route : 69,174 km aux championnats du monde IAU des 24 h de Brno en 2004 (6 h split)
- 12 heures route : 134,279 km aux championnats du monde IAU des 24 h de Brno en 2004 (12 h split)
- 24 heures route : 255,526 km aux 24 h de Brive en 2004
- 48 heures piste : 386,638 km aux 48 h pédestres de Surgères en 2005